# 郝苏民
郝苏民（1935年7月15日—），笔名苏民、赛音·尕芦笛、索敏高娃、浩思、蒙哥、浩思茫戈、豪斯蒙哥等，男，回族，宁夏银川人，中国民间文学研究家。